# Гіббс (острів)
Гіббс (англ. Gibbs Island) — маленький острів в архіпелазі Південні Шетландські острови за 20 кілометрів на південь від острова Мордвинова (Елефант).

## Географія
Найвища точка острова — 520 метрів над рівнем моря.

## Історія
В 1821 році експедиція Ф. Ф. Беллінсгаузена відкрила острів (острів Рожнова).
Джеймс Веддел, командувач Британським військово-морським флотом, в 1825 році описав острів, давши йому назву Гіббс, яке використовується до теперішнього часу у міжнародній картографії.